# Partido Democrático del Kurdistán de Siria
Partido Democrático del Kurdistán de Siria: conocido por su siglas KDPS en inglés y PDKS en español y en kurdo, es una organización política clandestina del Kurdistán Sirio-Rojava, fundado el 5 de agosto de 1957 por Nacionalistas Kurdos en el Norte de Siria. El partido político está prohibido en Siria, debido que la Constitución Política del país árabe prohíbe la creación de formaciones políticas por razones, tribales, étnicas, religiosas y regionales. El Partido tiene su base en la ciudad de Hamburgo, República Federal de Alemania y tiene sedes en Francia, Reino Unido, Suecia y Estados Unidos de América. Actualmente forma parte de las agrupaciones políticas del Consejo Nacional Kurdo y del Consejo Nacional Sirio que combaten al Régimen del Presidente sirio Bashar Al Assad en la Guerra Civil Siria y al Estado Islámico de Irak y Levante(ISIS). Su Actual líder y Secretario General es Abdel Hakim Bashar

## Historia

### Fundación y décadas de los 60
Osman Sabri y Dahm Miro con un grupo de políticos kurdos fundaron el Partido Democrático del Kurdistán de Siria el 5 de agosto de 1957, para promocionar y promover los derechos culturales, políticos, desarrollo económico y cambio democrático del pueblo Kurdo en Siria. PDKS nunca fue reconocido por el estado sirio y sus remanentes e divisiones políticas, en especial desde 1960 donde fueron duramente reprimidos por el régimen sirio y varios de sus líderes políticos fueron detenidos y acusados de separatismo después del fracaso de la federación árabe de Siria y Egipto en 1961. Durante las elecciones del Consejo Popular de Siria de 1961 no ganó ningún asiento en el órgano legislativo sirio.
El 23 de agosto de 1963, el gobierno sirio hace un censo en la Provincia siria de Jazira que predominantemente era kurda con el resultado de 120,000 kurdos residentes en el área. Con estas cifras del censo el gobierno sirio hizo una campaña anti kurda y pro árabe, discriminado y tratando como extranjeros a la población kurda en el país y no darle la nacionalidad de esa país. 
Estas políticas coincidieron con el levantamiento kurdo en Irak encabezado por el líder kurdo Mustafá Barzani y el descubrimiento de pozos de petróleo en áreas inhabitadas el Kurdistán Sirio dando como resultado que en 1963, Siria formara parte de la operación militar iraquí contra las fuerzas kurdas con apoyo aéreo, logístico y militar en ese año. 

### 1968 y décadas posteriores
el 5 de agosto de 1968 se iba a constituir como el Partido de la Izquierda Democrática Kurda y fue refundado en 1975 pero las divisiones y fraccionamiento interno acabó con desaparecerlo pero hubo intentos de reflotarlo hasta que en el año 2000 Taufik Hamadosh tomo control de la dirección del partido. 
Durante este periodo de divisionismos político el líder kurdo Mustafá Barzani intento la reunificación del partido y los invitó a una reunión en el Kurdistán Iraquí en 1970. Durante esa época fue reelegido como jefe del partido Osman Sabri.

## Durante la Guerra Civil Siria
El PDKS con su líder y secretario general Abdul Hakim Bashar rechazaron en un principio formar parte del Consejo Nacional Sirio debido a la influencia política de Turquía en la agrupación opositora siria y no se garantizaba los derechos de la población kurda. Posteriormente después de la formación del Consejo Nacional Kurdo en Siria y dejando a un lado las diferencias políticas con el Partido de Unión Democrática de Siria formaron parte del Consejo Nacional Sirio. En abril de 2014 de una división del PDKS surgió el Partido Kurdo Azadi y otras tres organizaciones políticas kurdas. 